# Ornithogalum chetikianum
Ornithogalum chetikianum är en sparrisväxtart som beskrevs av Uysal, Ertugrul och Dural. Ornithogalum chetikianum ingår i släktet stjärnlökar, och familjen sparrisväxter.
Artens utbredningsområde är Turkiet. Inga underarter finns listade i Catalogue of Life.